# Montserrat García Llovera
Montserrat García Llovera (Barcelona, 1957) es una política y técnico de administración general de la Diputación de Barcelona.
Licenciada en Derecho por la Universidad de Barcelona y diplomada en Función Pública por ESADE, es técnico de administración general en la Diputación de Barcelona, donde ocupó distintos puestos en las Áreas de Cultura, Deportes y Turismo. Ha sido subdirectora general de Programas de Rehabilitación y Sanidad, de Servicios Penitenciarios del Departamento de Justicia de la Generalidad de Cataluña y desde octubre de 2007 hasta octubre de 2011 fue subdelegada del Gobierno en la provincia de Barcelona. Entre octubre y diciembre de 2011 fue delegada del Gobierno en Cataluña en sustitución de Joan Rangel. Fue sustituida por María de los Llanos de Luna.
El 16 de julio de 2018 se produjo su (segunda) toma de posesión como subdelegada del gobierno en Barcelona.